# To mennesker (film fra 1950)
To mennesker (originaltitel: Till glädje) er en svensk dramafilm fra 1950 skrevet og instrueret af Ingmar Bergman. Filmen har blandt andre Maj-Britt Nilsson, Stig Olin, Victor Sjöström og Birger Malmsten i hovedrollerne. Den fik premiere i Sverige den 24. februar 1950.

## Medvirkende
- Maj-Britt Nilsson som Martha
- Stig Olin som Stig Eriksson
- Victor Sjöström som Sönderby
- Birger Malmsten som Marcel
- John Ekman som Mikael Bro
- Margit Carlqvist som Nelly Bro
- Sif Ruud som Stina
- Erland Josephson som Bertil
- Georg Skarstedt som Anker